# Las 4 estaciones del amor
Las 4 estaciones del amor es el primer extended play de la cantante mexicana de pop rock Natalia Lafourcade.
El proyecto inicia cuando a finales del año 2006 Natalia Lafourcade se separa de su banda «La Forquetina» y radica durante nueve meses en Canadá. Allí comienza a trabajar en un nuevo proyecto que comprendía la composición y la grabación de un demo para un nuevo CD el cual tendría la particularidad de ser netamente instrumental. El resultado final fue un EP, que la propia Natalia define como un disco pop/sinfónico, llamado Las 4 Estaciones Del Amor. El mismo fue grabado en México en el 2007 por Eduardo Bergallo con la colaboración de la Orquesta Sinfónica Juvenil de Veracruz y mezclado en los estudios de Sony México por Eduardo Bergallo. Este EP tiene una duración de 28 minutos y consiste en cuatro movimientos: Verano, Otoño, Invierno y Primavera respectivamente.

## Lista de canciones
| Lista de canciones. |             |                    |          |  |
| N.º                 | Título      | Escritor(es)       | Duración |  |
| 1.                  | «Verano»    | Natalia Lafourcade | 6:44     |  |
| 2.                  | «Otoño»     | Natalia Lafourcade | 6:39     |  |
| 3.                  | «Invierno»  | Natalia Lafourcade | 7:39     |  |
| 4.                  | «Primavera» | Natalia Lafourcade | 7:11     |  |
| 28:00               |             |                    |          |  |